# Verbascum artvinense
Verbascum artvinense är en flenörtsväxtart som beskrevs av Wulf. Verbascum artvinense ingår i släktet kungsljus, och familjen flenörtsväxter. Inga underarter finns listade i Catalogue of Life.